# Culcasia insulana
Culcasia insulana är en kallaväxtart som beskrevs av Nicholas Edward Brown. Culcasia insulana ingår i släktet Culcasia och familjen kallaväxter. Inga underarter finns listade.